# Марка Юго-Западной Африки

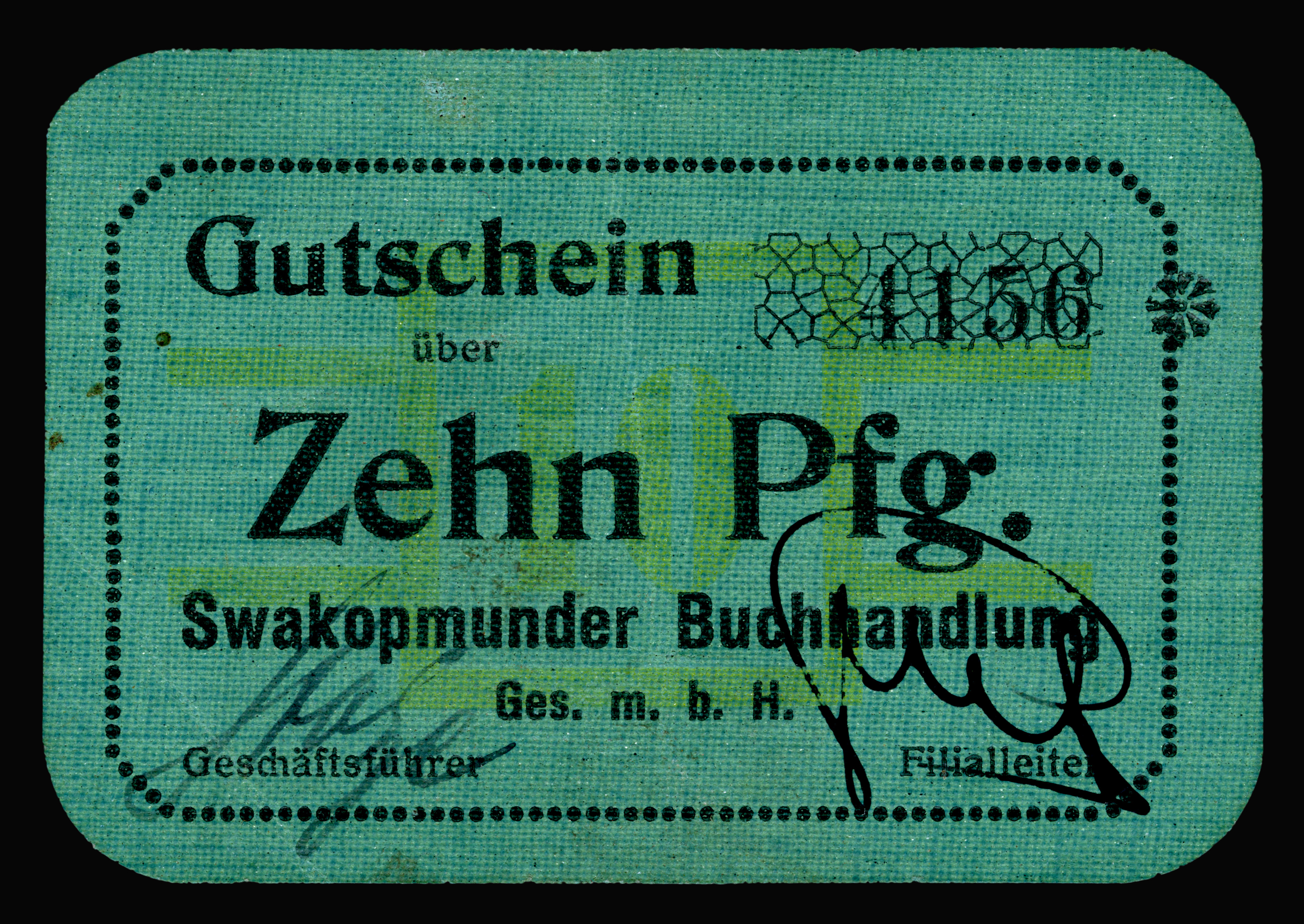
10 пфеннигов

Марка Юго-Западной Африки — частные бумажные денежные знаки, выпускавшиеся с 1916 года до изъятия марки Германской Юго-Западной Африки и предшествовавшие Южно-Африканскому фунту, введённому в 1918 году.

## Эмитенты
Денежные знаки, номинированные в марках и пфеннигах, выпускали несколько эмитентов, наиболее известны «Gutshein» книготорговой фирмы Swakopmund Bookshop в Виндхуке и Свакопмунде. Другие эмитенты:
- Sonja Scholz — Виндхук.
- Gibeon Savings and Loans Association — Гибеон.
- Speisser and Silla — Виндхук.
- South West African Land Credit Association — Людериц.
- Swakopmund Co-operative Bank — Свакопмунд.
- Viktoria Pharmacy — Виндхук.
- Wecke and Voigts — Карабиб, Окаханджа, Свакопмунд и Виндхук.